# Alberto Arbitrio
Alberto Arbitrio (Gioia Tauro, 1º gennaio 1950) è un allenatore di calcio ed ex calciatore italiano, di ruolo centrocampista, tecnico degli Esordienti della Puteolana.

## Carriera

### Giocatore
Ha iniziato la carriera con la maglia del Marsala, dove, tra il 1968 ed il 1969 ha collezionato 25 presenze e 4 reti.
L'anno dopo ha giocato nel Messina totalizzando 26 presenza e 2 reti.
Dal 1970 al 1972 ha militato in Serie B con la maglia del Palermo, collezionando 16 presenze complessive e centrando la promozione in massima serie nella stagione di Serie B 1971-1972.
È stato quindi ceduto in Serie C alla Turris, con cui ha sfiorato per due stagioni la promozione in Serie B (rispettivamente terzo e quinto posto finale), andando a segno con grande frequenza, soprattutto nell'annata 1973-1974 nella quale ha realizzato 16 reti, ad una sola rete dai capocannonieri del girone C Claudio Ciceri e Massimo Palanca. Con la squadra torrese ha segnato 22 reti complessive in 59 presenze.
Nel 1974 è stato acquistato dal Catanzaro: con i calabresi ha disputato tre campionati in Serie B, centrando due promozioni in massima serie nella stagione 1975-1976 e 1977-1978, ed uno in Serie A, nella stagione 1976-1977, che sarà la sua unica annata in massima serie.
Tornato alla Turris nel 1978, vi ha giocato 24 partite di campionato, segnando 3 reti.
Nel 1979-1980 ha giocato con la maglia della Nocerina in Serie C1, con altre 3 reti in 20 partite. Ha chiuso la carriera con l'Afragolese, con cui ha ottenuto una promozione.
In carriera ha totalizzato complessivamente 10 presenze e 2 reti in Serie A (tutte con il Catanzaro) e 88 presenze e 9 reti in Serie B.

### Allenatore
Nel 1999-2000 ha allenato l'Ariano Irpino vincendo il campionato Promozione.
Nel 2010 ha allenato gli Esordienti della Puteolana.

## Palmarès

### Giocatore

#### Competizioni nazionali
- Campionato italiano di Serie B: 1

Catanzaro: 1975-1976
- Campionato Interregionale: 1

Afragolese: 1982-1983 (girone I)

### Allenatore

#### Competizioni regionali
- Promozione: 1

Ariano Irpino: 1999-2000 (girone C)